# Франческо Севері
Франческо Севері (італ. Francesco Severi; 13 квітня 1879 — 8 грудня 1961) — італійський математик.
Народився в Ареццо (Італія), у великій родині (він був дев'ятою дитиною). Його батько, Козімо Севері, скінчив життя самогубством, коли Франческо було дев'ять років, і дружина Козімо утримувала себе і молодших дітей на невелику пенсію. Франческо Севері вдалося отримати стипендію для навчання в Туринському університеті, проте, незважаючи на це, йому доводилося займатися репетиторством, щоб заробити на життя. Спочатку він вступив на інженерний курс, проте Коррадо Сегре переконав його перейти на курс чистої математики. Докторська дисертація Севері присвячена питанням обчислювальний геометрії — предмета, основи якого були закладені Германом Шубертом. Після захисту докторської Севері деякий час працював асистентом в декількох університетах, в 1904 році був призначений професором проективної і нарисної геометрії Пармського університету, в 1905-му перейшов в Падуанський університет. З 1922 року — професор Римського університету ла Сап'єнца. З 1924 року — іноземний член-кореспондент АН СРСР.
Основні роботи Севері відносяться до біраціональної геометрії алгебричних поверхонь, також важливі його роботи з теорії функцій декількох комплексних змінних. Зокрема, їм була доведена теорема про базу і введено визначення раціональної еквівалентності алгебричних циклів (пізніше було дано інше визначення раціональної еквівалентності, що використовує більш строгу мову). В цілому Севері є автором понад 400 статей, в тому числі 34 книг.